# Teatr Ósmego Dnia
Teatr Ósmego Dnia (T8D) – teatr alternatywny działający w centrum Poznania (Osiedle Stare Miasto) od 1964 roku.

## Historia
Teatr Ósmego Dnia powstał w 1964 roku jako teatr studencki założony przez Lecha Raczaka oraz Tomasza Szymańskiego (pierwszego kierownika zespołu oraz późniejszego wieloletniego dyrektora Teatru im. Aleksandra Fredry w Gnieźnie) pod nazwą Studencki Teatr Poezji Ósmego Dnia. Pierwotna nazwa zespołu nawiązywała do „Zielonej Gęsi” Konstantego Ildefonsa Gałczyńskiego („siódmego dnia Pan Bóg odpoczywał, a ósmego stworzył teatr”). Od 1979 działa jako alternatywny teatr zawodowy. Realizowane spektakle były niezwykle ostrymi, ironicznymi komentarzami na temat PRL-u. Podczas stanu wojennego zespół występował na ulicach i w kościołach.
Po sześciu latach działalności w 1985 został formalnie rozwiązany, a większość aktorów wyemigrowała do Włoch. W 1989 roku działalność teatru w Poznaniu została wznowiona. Z Teatrem współpracowali Stanisław Barańczak (kierownik literacki zespołu) i Jan A.P. Kaczmarek, który kierował w nim Orkiestrą Ósmego Dnia. W latach 2000–2014 dyrektorem naczelnym i artystycznym teatru była Ewa Wójciak. Od roku 2015 dyrektorem Teatru jest Małgorzata Grupińska-Bis.
Lech Raczak oraz aktorzy Teatru Ósmego Dnia – współtwórcy przedstawień tej sceny – są laureatami Nagrody im. Konrada Swinarskiego, przyznawanej przez redakcję miesięcznika „Teatr” za całokształt działalności artystycznej (nagroda za sezon 1993/1994). W 2008 roku teatr otrzymał Nagrodę im. Stanisława Ignacego Witkiewicza, przyznaną przez Sekcję Krytyków Teatralnych Polskiego Ośrodka Międzynarodowego Instytutu Teatralnego z okazji Międzynarodowego Dnia Teatru, w uznaniu zasług w popularyzacji polskiego teatru na świecie.

## Realizacje
- „Wprowadzenie do...” 1970
- „Jednym tchem” 1971
- „Musimy poprzestać na tym co tu nazywano rajem na ziemi...?” 1975
- „Przecena dla wszystkich” 1977
- „Ach, jakże godnie żyliśmy” 1979
- „Więcej niż jedno życie” 1981
- „Raport z oblężonego miasta” 1983
- „Cuda i mięso” 1984
- „Piołun” 1985
- „Jeśli pewnego dnia w mieście szczęśliwym” (projekt międzynarodowy) 1987
- „Mięso” 1989
- „Ziemia niczyja” 1991
- „Requiem” 1992
- „Sabat” 1993
- „Tańcz póki możesz” 1994
- „Arka” 2000
- „Portiernia” 2004
- „Czas matek” 2006
- „Teczki” Projekt Otwarty 2006
- „Teczki” 2007
- „Paranoicy i pszczelarze” 2009
- „Osadzeni. Młyńska 1” 2011
- „Do władzy wielkiej i sprawiedliwej” 2012
- „Ceglorz” 2013

## Zespół
Aktorzy występujący w spektaklach salowych i plenerowych:
- Ewa Wójciak
- Tadeusz Janiszewski
- Marcin Kęszycki
- Adam Borowski

scenografia: Jacek Chmaj